# Kildrummy Parish Church

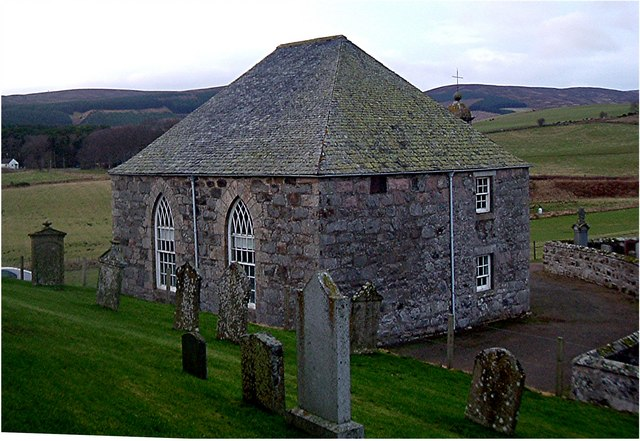
Kildrummy Parish Church

Die Kildrummy Parish Church ist eine ehemalige Pfarrkirche der presbyterianischen Church of Scotland in der schottischen Ortschaft Kildrummy in der Council Area Aberdeenshire. 1971 wurde das Bauwerk in die schottischen Denkmallisten in der höchsten Denkmalkategorie A aufgenommen. Das zugehörige Pfarrhaus ist separat als Denkmal der Kategorie B klassifiziert. Die ursprünglich am Standort befindliche und heute als Ruine vorliegende St Bride’s Chapel ist als Scheduled Monument geschützt.

## Geschichte

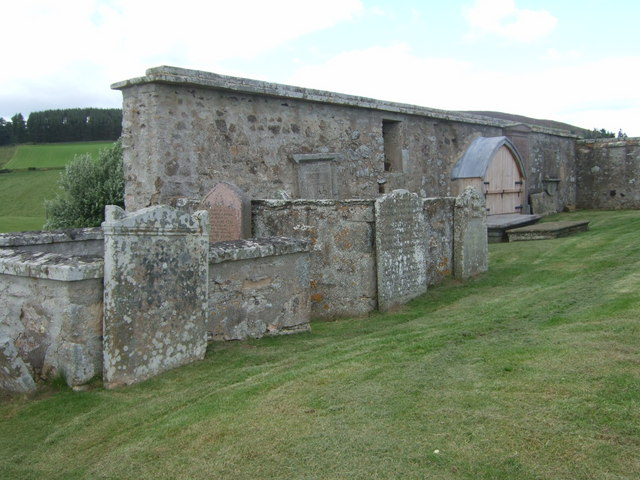
Nordwand der St Bride’s Chapel

Die St Bride’s Chapel stammt aus dem 13. Jahrhundert. Sie befindet sich auf einem Hügel, bei dem es sich möglicherweise um die Motte der Vorgängerfestung von Kildrummy Castle handelt. Die Pfarrkirche wurde 1605 um den Elphinstone Aisle der Familie Elphinstone ergänzt. Mit dem Neubau der Kildrummy Parish Church im Jahre 1805 wurde die St Bride’s Chapel aufgegeben. Ihr Steinmaterial wurde teilweise abgetragen und zum Bau der neuen Kirche verwendet, sodass sie seitdem als Ruine vorliegt. Einzig der Elphinstone Aisle wurde 1862 restauriert und erscheint weitgehend intakt.

## Beschreibung
Die Kildrummy Parish Church befindet sich inmitten der Streusiedlung Kildrummy abseits der A97. Die schlichte Saalkirche weist einen länglichen Grundriss auf. Die Südfassade ist mit zwei hohen neugotischen Spitzbogenfenstern gestaltet. An der Nordseite tritt eine gerundete Apsis heraus. Auf ihr sitzt traufständig ein gemauerter Dachreiter mit offenem Geläut auf. Er schließt mit einer geschwungenen Haube, Kugel und Kreuz.
Nahe der Kirche befindet sich das 1850 im neo-jakobinischen Stil erbaute Pfarrhaus. Die Hauptfassade des großen, zweistöckigen Gebäudes wurde von Thomas Mackenzie und James Matthews gestaltet. Sie ist drei Achsen weit mit zentralem Eingangsportal und flankierenden geschwungenen Zwerchgiebeln ausgeführt. 1865 wurde rückseitig ein großer, Harl-verputzter Flügel angefügt.